# MSC Splendida
Die MSC Splendida ist ein Kreuzfahrtschiff der Schweizer Reederei MSC Cruises, einer Tochtergesellschaft der Mediterranean Shipping Company. Das Schiff ist unter der Billigflagge Panama registriert.

## Bau und Indienststellung
Das Schiff wurde gemeinsam mit der MSC Fantasia im Juni 2004 bei  der französischen Werft ALSTOM Chantiers de l’Atlantique in Saint-Nazaire unter Vorbehalt in Auftrag gegeben, das Schiff wurde am 14. November 2005 fest bestellt. Der Bau begann am 12. April auf der inzwischen in Aker Yards umbenannten Werft. Das Schiff wurde am 24. Oktober 2007 auf Kiel gelegt und schwamm am 20. Juli 2008 im Baudock auf. Am 2. Juli 2009 erfolgte die Ablieferung durch die inzwischen in STX France umbenannte Werft.
Die Taufe erfolgte am 12. Juli 2009 in Barcelona durch die italienische Schauspielerin Sophia Loren, die bereits Taufpatin von mehreren MSC-Schiffen war. Die MSC Splendida ist das Schwesterschiff der am 18. Dezember 2008 getauften MSC Fantasia. Sie waren zum Zeitpunkt ihrer Indienststellung die größten Passagierschiffe, die je für eine europäische Reederei gebaut wurden und gehörten zu diesem Zeitpunkt zum drittgrößten Kreuzfahrtschiffstyp weltweit.

## Schwesterschiffe
Die MSC Splendida gehört zur Fantasia-Klasse und besitzt drei Schwesterschiffe. Das Typschiff, die MSC Fantasia, wurde 2008 in Dienst gestellt. Die MSC Divina folgte 2012. Im Jahr 2013 wurde die MSC Preziosa als letztes Schiff der Klasse in Dienst gestellt.

## Ausstattung
Das Schiff verfügt über 18 Decks, von denen 13 für Passagiere zugänglich sind. Die Decks sind nach Malern und Bildhauern benannt.

## Einsatzgeschichte
Bei dem Terroranschlag am 18. März 2015 in Tunis kamen zwölf Passagiere von Bord während eines Landausfluges ums Leben.
2015 war die MSC Splendida das längste Kreuzfahrtschiff, das jemals in Amsterdam anlegte. Bilder des Ablegens in Amsterdam im Jahr 2016 zeigen den Stand der Abgasreinigung.

## Fahrtgebiete
Nach ihrer Mittelmeer-Saison wurde die MSC Splendida im November 2017 in Marseille umfangreich für den asiatischen Markt umgebaut. Anfang Dezember traf sie in Dubai ein, wo sie in der Wintersaison 2017/2018 sowie 2018/2019 zu einwöchigen Kreuzfahrten nach Abu Dhabi, Bahrain, Katar, zur Insel Sir Bani Yas und den Oman aufbrach. Die Sommermonate 2018 und 2019 verbrachte sie in China, Japan und Südkorea.
Da die für den asiatischen Markt gebaute MSC Bellissima diese Routen im Jahr 2020 fahren sollte, kehrt die Splendida wieder nach Europa zurück. Nachdem sie im April im Rahmen eines Werftaufenthalts bei Blohm und Voss in Hamburg wieder für den europäischen Markt umgebaut wird, sollte sie den Sommer über mit der MSC Meraviglia in Kiel stationiert sein und von dort aus nach Norwegen, Großbritannien und ins Baltikum fahren. Diese Reisen haben aufgrund der Corona-Pandemie ebenso nicht stattgefunden wie die für den Herbst 2020 geplanten Fahrten ab Genua nach Marseille, Barcelona, Casablanca, Lissabon und Málaga.
Die Wiederaufnahme des Kreuzfahrtbetriebes nach der Pandemie findet im Sommer 2021 im östlichen Mittelmeer statt, wo siebentägige Reisen in der Adria ab Triest nach Ancona, Bari, Kotor, Dubrovnik und Korfu unternommen werden. Die Splendida ist damit das fünfte MSC-Schiff, was den Dienst nach der Pandemie wieder aufnimmt.
Das Schiff wird für den Winter 2022/2023 ins Rote Meer positioniert, wo es einwöchige Kreuzfahrten in Ägypten, Jordanien und Saudi-Arabien unternimmt. Die angelaufenen Häfen sind dabei Safaga (bei Hurghada), Sokhna (Kairo), Aqaba, Jeddah und Yanbu. Die Sommersaison 2023 verbringt die MSC Splendida in der Adria, wo neuntägige Reisen ab Triest nach Katakolon, Piräus, Istanbul, Kusadasi, Korfu und Bari durchgeführt werden.
Die Wintersaison 2023/2024 wird das Schiff in Südafrika verbringen, wo es drei- und viertägige Reisen ab Durban fährt. Für den Sommer 2024 kehrt das Schiff ins östliche Mittelmeer zurück und bietet erneut die neuntägigen Reisen ab Triest nach Katakolon, Piräus, Istanbul, Kusadasi, Korfu und Bari an.

## Auswirkung auf Klimakrise
Die MSC Splendida ist das zweitälteste Schiff der Fantasia-Klasse. Im hauseigenen Nachhaltigkeitsbericht (Sustainability Report) von 2022 wird diese Klasse inzwischen als Referenz bzw. zum Vergleich für neuere und sparsamere Schiffe aufgeführt. Das modernste Schiff, die MSC World Europa von 2022 weist z. B. gegenüber der Fantasia-Klasse eine CO2-Ersparnis von 47 % auf. Absolute Emissionswerte (pro Tag und Passagier) werden von MSC Cruises hier nicht zur Verfügung gestellt.